# Bara (gmina)
Gmina Bara – gmina w Rumunii, w okręgu Temesz. W jej skład wchodzi pięć wsi: Bara, Dobrești, Lăpușnic, Rădmănești, Spata.
W 2011 roku gminę zamieszkiwało 388 mieszkańców